# Harry Ferrier
Robert Henry „Harry“ Ferrier (* 20. Mai 1920 in Ratho; † 16. Oktober 2002 in Earls Colne) war ein schottischer Fußballspieler. Als etatmäßiger linker Verteidiger gewann er mit dem FC Portsmouth in den Jahren 1949 und 1950 zwei englische Meisterschaften in Serie und absolvierte dabei 82 von 84 Ligapartien.

## Karriere

### FC Barnsley (1937–1946)
Ferrier wurde nur wenige Kilometer von Edinburgh entfernt im schottischen Ratho als Einzelkind geboren und wuchs als Anhänger von Heart of Midlothian auf. Während seiner Schulzeit spielte er zumeist Fußball als Linksaußen und nachdem seine Familie mit ihm in die englische Grafschaft Yorkshire umgezogen war, fiel sein Talent dem FC Barnsley in der Region auf. Er unterschrieb im August 1937 beim damaligen Zweitligisten seinen ersten Vertrag und blieb bis zum Ausbruch des Zweiten Weltkriegs ohne Einsatz im Profiteam, während er aber in der Reservemannschaft zum Stammspieler avancierte. Während des Kriegs diente er in der Royal Artillery und da er oft in der Region um London stationiert war, verdingte er sich in dieser Zeit unter anderem als Gastspieler für den FC Arsenal, den FC Brentford, den FC Chelsea, Clapton Orient, Crystal Palace, den FC Fulham, den FC Millwall und die Queens Park Rangers (daneben waren noch der FC Middlesbrough, der FC King's Park und sein späterer Klub FC Portsmouth zu nennen).
Nach dem Ende des Kriegs absolvierte Ferrier als Vertretung von Gordon Pallister für Barnsley am 9. Februar 1946 seinen einzigen Pflichtspieleinsatz im FA Cup gegen Bradford Park Avenue (0:1) und bereits einen Monat später verpflichtete ihn der Erstligist aus Portsmouth für eine Ablösesumme von 1.000 Pfund. Der Legende nach hatte sich Ferrier im Londoner Stadtteil Woolwich in einem Kino aufgehalten und mit einer Nachricht auf der Leinwand wurde ihm mitgeteilt, dass er die Vereinsführung des FC Barnsley kontaktieren sollte. Dieser tat wie ihm geheißen und so wurden die finalen Transferdetails in einer Telefonzelle geklärt.

### FC Portsmouth (1946–1954)
Als im August 1946 der offizielle englische Ligaspielbetrieb wieder aufgenommen wurde, debütierte Ferrier für „Pompey“ als linker Verteidiger beim 3:1-Auftaktsieg gegen die Blackburn Rovers. Er war fortan Stammspieler auf der linken Abwehrseite und verpasste nur selten ein Spiel, bevor er sich im Januar 1948 eine schwere Knieverletzung zulegt, die ihn für drei Monate außer Gefecht setzte. Nach seiner Genesung war er Schlüsselspieler in der Mannschaft des FC Portsmouth, die in den Jahren 1949 und 1950 zwei englische Meisterschaften in Serie gewann. Zusätzlich war er Ersatzkapitän hinter Reg Flewin, aber in der öffentlichen Wahrnehmung verströmte er nicht den Flair von Mitspielern wie Jimmy Dickinson, Ike Clarke und Len Phillips. Vielmehr wurde er aufgrund seiner Beständigkeit und Zuverlässigkeit geschätzt und zu seinen Pluspunkten gehörten die Passgenauigkeit mit dem linken Fuß, die Zweikampfstärke und ein gutes Stellungsspiel. Sein Aufgabenbereich umfasste zumeist die Bewachung des gegnerischen Rechtsaußen und er verließ nur im Ausnahmefall die eigene Hälfte (zum Beispiel bei Elfmetern). Sein erstes Tor im November 1947 verdankte er dann auch kuriosen Umständen. In der Partie gegen Aston Villa wurde er nahe der Außen- und Mittellinie gefoult und nachdem er den Freistoß selbst weiter nach vorne schoss, rutschte dieser ohne Berührung eines weiteren Spielers ins Tor durch.
Nach den „goldenen Meisterjahren“ verteidigte Ferrier seinen Stammplatz und er übernahm 1951 die Kapitänsrolle von Flewin. Er lief am 14. November 1953 gegen Preston North End (1:3) ein letztes Mal für Portsmouth auf und zum Ende der Saison 1953/54 verließ er den Klub, um in der Southern League Spielertrainer für Gloucester City zu werden.

### Trainerjahre (1954–1969)
Ferrier absolvierte 51 Partien in der Spielzeit 1954/55 und ließ noch einmal 18 weitere Einsätze in der anschließenden Saison 1955/56 folgen. Danach blieb er noch drei weitere Jahre ausschließlich Trainer des Vereins. Anschließend wechselte er innerhalb der Southern League zu Chelmsford City und betreute hier die Mannschaft bis 1969 mit einer Unterbrechung zwischen 1963 und 1966. Größter Erfolg war der Gewinn der Southern-League-Meisterschaft im Jahr 1968. Der große Wunsch, einmal als Trainer in der Football League zu arbeiten, erfüllte sich jedoch nicht, obwohl er sich vor allem nach der Entlassung von Freddie Cox im Februar 1961 beim FC Portsmouth Hoffnungen gemacht hatte.
Nach seiner Zeit im Fußball arbeitete er in der Verwaltung des Essex County Cricket Club. Dem schloss sich eine Beschäftigung als Kranführer für den Kugellagerhersteller Hoffmann Ball Bearings an und trainierte die Werksmannschaft des Unternehmens. Privat pflegte er seine Leidenschaft als Golfspieler und zu seinen Freunden zählte der berühmte Bobby Locke. Er verstarb 82-jährig am 16. Oktober 2002 in einem Pflegeheim in Earles Colne, unweit der Stadt Colchester.

## Titel/Auszeichnungen
- Englischer Fußballmeister (2): 1949, 1950
- Charity Shield (1): 1949 (geteilt)